# つくしの観光バス
有限会社つくしの観光バス（つくしのかんこうバス）は、福岡県筑紫野市に本社を置く貸切バス・乗合バス事業者である。福岡県貸切バス協会加盟。

## 沿革
- 1986年2月25日 - 設立。
- 2013年7月29日 - 一般乗合自動車運送事業許可。
- 2013年8月1日 - 高速ツアーバスとして受託運行していた天王寺・梅田・三宮 - 博多・下関線を乗合路線に移行。
- 2014年8月30日 - 高速路線バス「ブルーライナー」を同日の出発便をもって休止。
- 2018年1月4日 - 筑紫野市コミュニティバス「つくし号」受託運行開始。

## 営業拠点
- 本社（福岡県筑紫野市）
- 北九州営業所（福岡県北九州市門司区大字白野江1833-1） - バス事業部門の営業所
- 旅行部（福岡県福岡市博多区博多駅東） - 「A Net Travel」（エーネットトラベル）の名称事業展開を行っている。

## 路線
筑紫野市の委託により筑紫野市コミュニティバス「つくし号」を運行する。かつては夜行高速バス事業も行っていた。

### 筑紫野市コミュニティバス「つくし号」

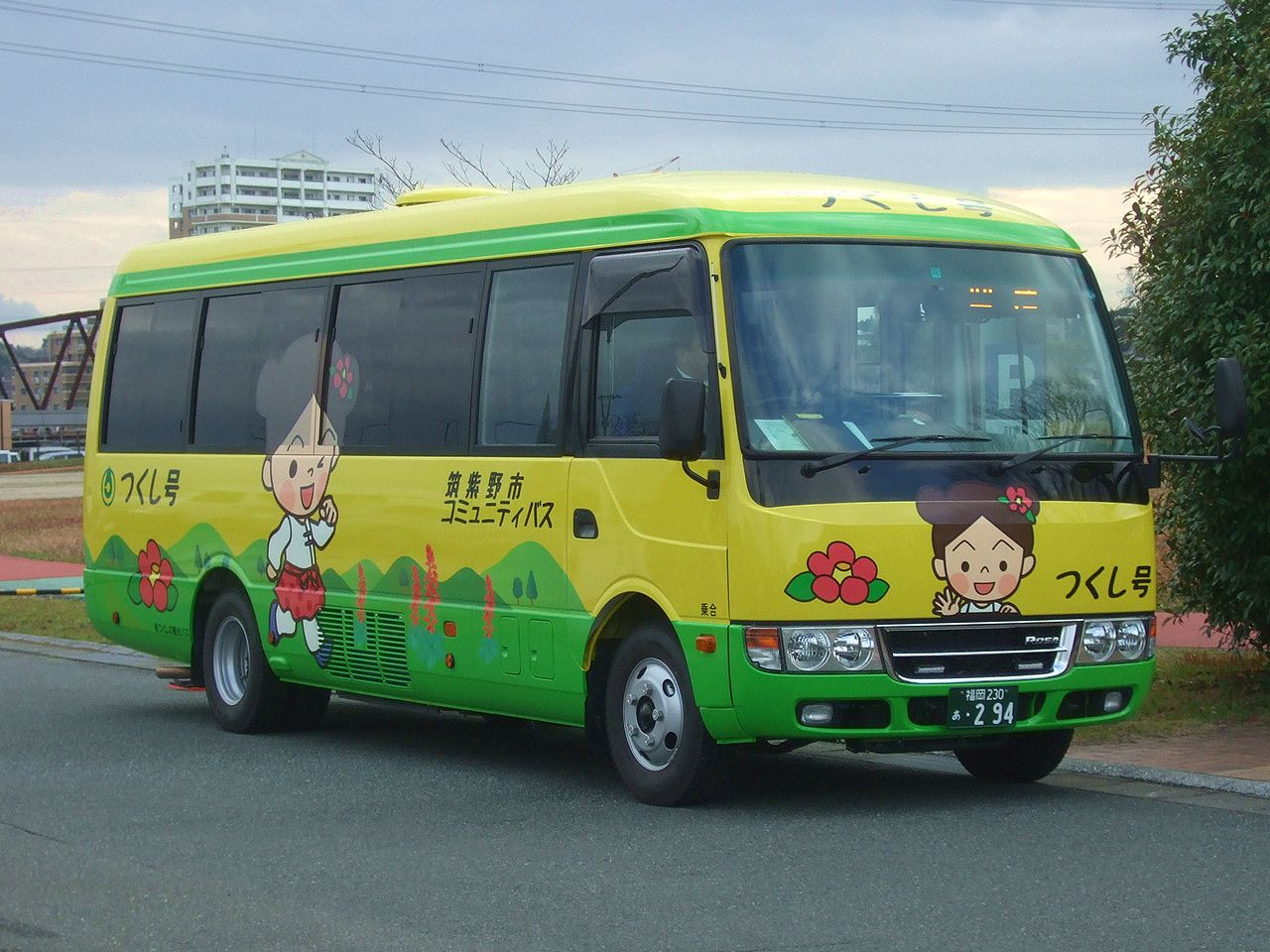
筑紫野市コミュニティバス「つくし号」専用車

経路
カミーリヤ → 筑紫駅西口 → 福大筑紫病院 → 筑紫野市役所 → JR二日市駅 → 二日市西一丁目 → 二日市温泉 → 生涯学習センター → 済生会病院 → 筑紫野市役所 → 朝倉街道駅 → ゆめタウン → カミーリヤ
※矢印方向のみの一方向運行。
筑紫野市内の主要公共施設・医療施設・商業施設・鉄道駅などを経由するコミュニティバス。2019年1月4日に筑紫野市役所の移転にあわせて運行開始した。1日9便が運行される。運賃は大人150円、子供・障がい者100円。

### 高速バス「ブルーライナー」（休止）

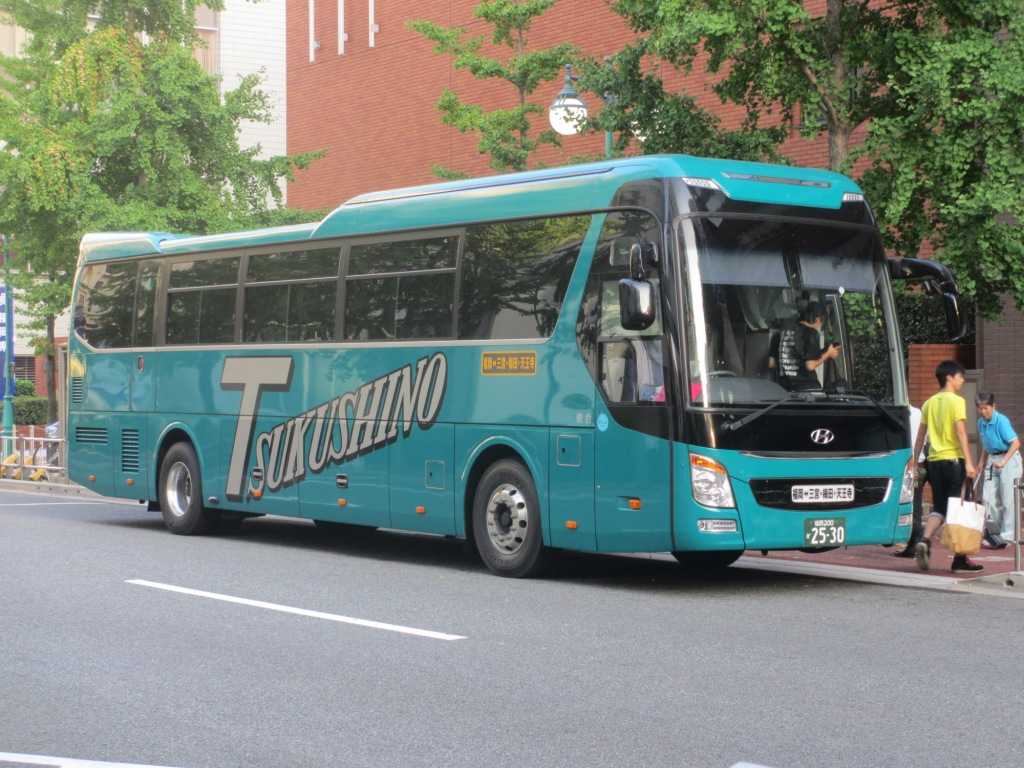
博多駅筑紫口に到着したブルーライナー（ヒュンダイ・ユニバース）

大阪（天王寺・梅田）・神戸（三宮） ⇔ 下関・福岡
天王寺公園バス駐車場 - プラザモータープール - 神戸三宮高架商店街前 - 下関シダックス前（豊前田） - 博多駅筑紫口（合同庁舎前）
大阪市・神戸市と下関市・福岡市を結んでいた夜行高速バス。
大阪市北区豊崎に本社を置くオーケー商事主催（現・ブルーストーク）が主催するツアーバス「ブルーライナー」の一商品として運行していたが、高速ツアーバスの乗合化に伴い、2013年8月1日から乗合バスに移行した。全区間の所要時間は博多発が9時間55分、天王寺発が10時間20分。一般的な座席配置のハイデッカー・トイレなし4列シート車を使用していた。
移行前と同様、オーケー商事が運営する予約サイト「ブルーライナー」で予約を取り扱っていたほか、楽天トラベル、アミィファクトが運営する予約サイト「アミー号」、自社が独自に運営する予約サイトでも予約を取り扱っていた。
福岡発2014年8月29日・大阪発2014年8月30日発を最後に運休した。その後、2020年7月22日より京都・大阪・神戸 - 下関・福岡・糸島間でブルーストークがインターネット予約を扱い森山観光バスが運行する夜行高速バスが同じく「ブルーライナー」の名称で運行開始されたが2022年1月に森山観光バスの経営破綻により休止されている。
http://blog.livedoor.jp/hjmcp604/archives/52307622.html

## その他
筑紫野市より委託を受け、天山地区のスクールバス、カミーリャ巡回福祉バスの運行を行っている。（白ナンバー）

## 関連会社
- つくしの交通 - タクシー業
- つくしの整備
- 西日本クリーン
- 陽光建設

4社とも、つくしの観光バスと同位置に本社を置く。